# Немыд (приток Берёзовой)
Немыд — река в России, протекает по Чердынскому району Пермского края. Устье реки находится в 14 км от устья реки Берёзовой по правому берегу, Немыд — крупнейший приток этой реки. Длина реки составляет 64 км, площадь водосборного бассейна — 479 км².
Исток реки на западных предгорьях Северного Урала, к северу от горы Бужуйский Камень в 28 км к северу от посёлка Вижай. Генеральное направление течения — юго-запад, русло извилистое. Всё течение проходит среди холмов, покрытых таёжным лесом, в ненаселённой местности. Впадает в Берёзовую напротив посёлка Булдырья. Ширина реки у устья — 25 метров.

## Притоки
(указано расстояние от устья)
- река Большая Хорошевка (пр)
- река Юкшер (лв)
- река Мельничная (пр)
- 19 км: река Ялпач (пр)
- 20 км: река Агафониха (пр)
- река Медведица (лв)
- река Мудырка (пр)
- 30 км: река Немыд-Кременная (лв)
- река Берёзовка (лв)
- 40 км: река Ломовая (лв)
- река Ольховка (пр)
- 46 км: река Антипауш (пр)
- 51 км: река Быстрая (лв)

## Данные водного реестра
По данным государственного водного реестра России относится к Камскому бассейновому округу, водохозяйственный участок реки — Кама от водомерного поста у села Бондюг до города Березники, речной подбассейн реки — бассейны притоков Камы до впадения Белой. Речной бассейн реки — Кама.
Код объекта в государственном водном реестре — 10010100212111100006185.